# Răzvan Petcu
Răzvan Petcu (Ploiești, 10 maggio 1973) è un ex nuotatore rumeno.
Ha fatto parte della Romania che ha partecipato ai Giochi di Atlanta 1996, gareggiando 100 metri farfalla e nella Staffetta 4x100m sl.
Ha vinto 1 bronzo nei Campionati mondiali di nuoto in vasca corta del 1995.